# Gijs Smal
Gijs Smal (De Rijp, 31 augustus 1997) is een Nederlands voetballer die als verdediger voor Feyenoord speelt. 
Smal is een product van de de jeugdopleiding van FC Volendam en maakte voor deze ploeg in 2017 zijn debuut in de Eerste divisie. Op 26 juni 2020 tekende hij een driejarig contract bij FC Twente met een optie voor nog één seizoen. Na vier jaar bij FC Twente verkaste hij medio 2024 naar Feyenoord. 

## Clubcarrière
Smal speelde voor SV De Rijp en AFC '34 alvorens hij in 2012 in de jeugdopleiding van FC Volendam terechtkwam. In het seizoen 2016/17 kwam hij met Jong FC Volendam uit in de Derde divisie. Smal was een vaste waarde in het tweede elftal en miste dat seizoen slechts één wedstrijd. Op 26 april 2017 tekende hij zijn eerste profcontract, dat hem tot medio 2017 aan de club verbond.
Op 22 september 2017 zat Smal voor het eerst bij het eerste elftal voor de wedstrijd tegen De Graafschap. Hij verving na 40 minuten spelen de geblesseerde Paul Kok en maakte zodoende zijn debuut in het betaalde voetbal. Hij wist zich vervolgens in de basis te spelen en kwam in zijn eerste seizoen tot 28 competitiewedstrijden. Het volgende seizoen verloor Smal de strijd om de backpositie van Robin Schouten (gehuurd van Jong Ajax) en fungeerde hij voornamelijk als invaller. Wel werd hij met Jong Volendam kampioen van de Derde Divisie Zondag. Onder de nieuwe trainer Wim Jonk werd hij in het seizoen 2019/20 wederom basisspeler. Met zes doelpunten en tien assists viel hij op in de door de Coronacrisis afgebroken competitie. 
Op 26 juni 2020 tekende hij een driejarig contract bij Eredivisionist FC Twente, dat hem transfervrij inlijfde. In de voorbereiding op het seizoen werd hij voor de linksbackpositie voorbijgestreefd door Twente-jongeling Jayden Oosterwolde. Smal was daardoor in eerste instantie geen vaste keuze in de basiself van trainer Ron Jans. Door blessures bij teamgenoten kreeg hij later in het seizoen meer speeltijd. In 2022 plaatste FC Twente zich dankzij een vierde plaats voor de derde voorronde Europa Conference League, waarna Smal het volgende seizoen zijn Europese debuut mocht maken. In de vier kwalificatiewedstrijden die Twente speelde had hij een aandeel met twee assists. Hij beleefde een sterk seizoen 2022/23. Smal stond in alle officiële wedstrijden van FC Twente in de basis en had in totaal twee doelpunten en twaalf assists. In de thuiswedstrijd tegen SC Cambuur gaf hij drie keer een assist.
In seizoen 2023/24 liep hij in de Europese uitwedstrijd tegen Hammarby IF een kuitblessure op, waardoor hij de eerste maanden van het seizoen aan de kant stond.

## Clubstatistieken

### Beloften
| Seizoen | Club             | Competitie    | Competitie | Competitie |
| Seizoen | Club             | Competitie    | Wed.       | Dlp.       |
| ------- | ---------------- | ------------- | ---------- | ---------- |
| 2016/17 | Jong FC Volendam | Derde divisie | 33         | 1          |
| 2017/18 | Jong FC Volendam | Derde divisie | 7          | 1          |
| 2018/19 | Jong FC Volendam | Derde divisie | 16         | 2          |
| Totaal  | Totaal           | Totaal        | 56         | 4          |

Bijgewerkt op 26 juni 2020

### Senioren
| Seizoen         | Club            | Competitie      | Competitie | Competitie | Beker | Beker | Europees | Europees | Overig | Overig | Totaal | Totaal |
| Seizoen         | Club            | Competitie      | Wed.       | Dlp.       | Wed.  | Dlp.  | Wed.     | Dlp.     | Wed.   | Dlp.   | Wed.   | Dlp.   |
| --------------- | --------------- | --------------- | ---------- | ---------- | ----- | ----- | -------- | -------- | ------ | ------ | ------ | ------ |
| 2017/18         | FC Volendam     | Eerste divisie  | 28         | 3          | 1     | 0     | 0        | 0        | 0      | 0      | 29     | 3      |
| 2018/19         | FC Volendam     | Eerste divisie  | 12         | 0          | 0     | 0     | 0        | 0        | 0      | 0      | 12     | 0      |
| 2019/20         | FC Volendam     | Eerste divisie  | 28         | 6          | 1     | 0     | 0        | 0        | 0      | 0      | 29     | 6      |
| 2020/21         | FC Twente       | Eredivisie      | 22         | 0          | 1     | 0     | 0        | 0        | 0      | 0      | 23     | 0      |
| 2021/22         | FC Twente       | Eredivisie      | 25         | 2          | 2     | 0     | 0        | 0        | 0      | 0      | 27     | 2      |
| 2022/23         | FC Twente       | Eredivisie      | 34         | 2          | 2     | 0     | 4        | 0        | 4      | 0      | 44     | 2      |
| 2023/24         | FC Twente       | Eredivisie      | 26         | 0          | 1     | 0     | 2        | 0        | 0      | 0      | 29     | 0      |
| 2024/25         | Feyenoord       | Eredivisie      | 15         | 0          | 1     | 0     | 7        | 0        | 0      | 0      | 23     | 0      |
| Carrière totaal | Carrière totaal | Carrière totaal | 190        | 13         | 9     | 0     | 13       | 0        | 4      | 0      | 216    | 13     |

Bijgewerkt t/m 30 januari 2025.